# Chelonus bimaculatus
Chelonus bimaculatus är en stekelart som beskrevs av Szepligeti 1896. Chelonus bimaculatus ingår i släktet Chelonus och familjen bracksteklar. Inga underarter finns listade i Catalogue of Life.